# Cnidoscolus tepiquensis
Cnidoscolus tepiquensis là một loài thực vật có hoa trong họ Đại kích. Loài này được (Costantin & Gallaud) Lundell mô tả khoa học đầu tiên năm 1944.